# Princess Superstar
Concetta Kirschner (født 25. februar 1971), bedre kendt som Princess Superstar er en DJ fra USA.

## Diskografi

### Album
- Strictly Platinum (1996, 5th Beetle)
- CEO (1997, A Big Rich Major Label)
- Last of the Great 20th Century Composers (2000, Corrupt Conglomerate)
- Princess Superstar Is (2001, Studio !K7/Rapster)
- My Machine (2005, Studio !K7)
- The Best of Princess Superstar (2007, Studio !K7)
- The New Evolution (2013)
- These Are the Magic Days (2018) – as M.O.M.

### EP'er
- Mitch Better Get My Bunny cassette (1994)
- I'm a Firecracker (2014, Instant Records)

### Singler
| Titel                                                              | År   | Højeste hitlisteplacering | Højeste hitlisteplacering | Højeste hitlisteplacering | Certificering   | Album                                    |
| Titel                                                              | År   | AUS                       | GER                       | UK                        | Certificering   | Album                                    |
| ------------------------------------------------------------------ | ---- | ------------------------- | ------------------------- | ------------------------- | --------------- | ---------------------------------------- |
| "Come Up to My Room"                                               | 1999 | —                         | —                         | —                         |                 | Last of the Great 20th Century Composers |
| "I Hope I Sell a Lot of Records at Christmastime"                  | 1999 | —                         | —                         | —                         |                 | Last of the Great 20th Century Composers |
| "Wet! Wet! Wet!/Keith n' Me"                                       | 2001 | —                         | —                         | —                         |                 | Princess Superstar Is                    |
| "Bad Babysitter"                                                   | 2002 | 38                        | 94                        | 11                        |                 | Princess Superstar Is                    |
| "Keith n' Me" (featuring Kool Keith)                               | 2002 | —                         | —                         | —                         |                 | Princess Superstar Is                    |
| "Fuck Me on the Dancefloor" (Disco D featuring Princess Superstar) | 2002 | —                         | —                         | —                         |                 | A Night at the Booty Bar                 |
| "Do It Like a Robot"                                               | 2003 | —                         | —                         | —                         |                 | Last of the Great 20th Century Composers |
| "Jam for the Ladies" (Moby vs. Princess Superstar)                 | 2003 | 62                        | —                         | —                         |                 | 18                                       |
| "Coochie Coo"                                                      | 2005 | —                         | —                         | —                         |                 | My Machine                               |
| "Perfect"                                                          | 2005 | 81                        | —                         | —                         |                 | My Machine                               |
| "My Machine"                                                       | 2005 | —                         | —                         | —                         |                 | My Machine                               |
| "Perfect (Exceeder)" (Mason vs. Princess Superstar)                | 2007 | —                         | 69                        | 3                         | - BPI: Platinum | The Best of Princess Superstar           |
| "Licky" (Larry Tee featuring Princess Superstar)                   | 2008 | —                         | —                         | —                         |                 | Skabelon:Non-album single                |
| "Life Is But a Dream"                                              | 2009 | —                         | —                         | —                         |                 | The New Evolution                        |
| "Ground Control"                                                   | 2010 | —                         | —                         | —                         |                 | rowspan="2" Skabelon:Non-album singles   |
| "Xmas Swagger"                                                     | 2011 | —                         | —                         | —                         |                 |                                          |
| "I'm a Firecracker"                                                | 2014 | —                         | —                         | —                         |                 | I'm a Firecracker                        |
| "Motherfuckin' Emojis!" (with Margaret Cho)                        | 2018 | —                         | —                         | —                         |                 | rowspan="7" Skabelon:Non-album singles   |
| "Good Dog Bad Dog"                                                 | 2019 | —                         | —                         | —                         |                 |                                          |
| "Errybody Quarantine"                                              | 2020 | —                         | —                         | —                         |                 |                                          |
| "2020"                                                             | 2020 | —                         | —                         | —                         |                 |                                          |
| "Gettin' Older (Pussy Still Pop!)"                                 | 2021 | —                         | —                         | —                         |                 |                                          |
| "The 2 Party System Is Broken"                                     | 2022 | —                         | —                         | —                         |                 |                                          |
| "Who Am I Now" (featuring Stefan Goldmann)                         | 2022 | —                         | —                         | —                         |                 |                                          |

### Musikvideoer
- "Smooth" (1996)
- "Bad Babysitter" (2002)
- "Keith n' Me" (2002)
- "Jam for the Ladies" (2003)
- "Perfect" (2005)
- "Perfect (Exceeder)" (2007)
- "Licky" – Herve Radio edit (2008)
- "Xmas Swagger" (2011)
- "I'm a Firecracker" (2014)
- "Motherfuckin' Emojis!" with Margaret Cho (2018)
- "Errybody Quarantine" (2020)
- "2020" (2020)
- "Gettin' Older (Pussy Still Pop!)" (2021)
- "The 2 Party System is Broken" (2022)

### DJ album
- Princess Is a DJ (2002)
- Now Is the Winter of Our Discothèque (2005)
- Now Is the Winter of Our Discothèque Pt. 2 (2005)
- American Gigolo III (2007)

### Gæsteoptræden
- Interview on Channel V (Australia) with Yumi Stynes [2006]
- MTV's "Made" - Made coach.
- 1998: Double Dong, "Promises" (Double Dong)
- 2000: MC Paul Barman, "MTV Get Off the Air, Part 2" (It's Very Stimulating)
- 2001: The High & Mighty, "The Jump Off" (Presents Eastern Conference All Stars II)
- 2003: Moby, "Jam for the Ladies" remix
- 2003: Disco D, "Fuck Me on the Dancefloor"
- 2003: Arthur Agent, "Return To NY"
- 2003: Gonzales, "Soft Shoe Snoozin" (Z)
- 2004: The Prodigy, "Memphis Bells" (Always Outnumbered, Never Outgunned)
- 2004: Munk, "Mein Schatzi" (Aperitivo)
- 2005: The High & Mighty, "Unholy Matrimony" (12th Man)
- 2005: XLOVER, "Darling Nikki" (Pleasure & Romance)
- 2006: Lotterboys, "Iron Man" (Animalia)
- 2006: Dr Octagon, "Eat It" (The Return of Dr. Octagon)
- 2006: DJs Are Not Rockstars, "European Accent"
- 2006: DJs Are Not Rockstars, "V.I.P."
- 2006: Arling & Cameron, "Computer" (Hi-Fi Underground)
- 2006: Diskokaine, "Lick The Alphabet"
- 2006: Diskokaine, "Rock-A-Boogie"
- 2006: LBL, "Goes Busters"
- 2006: Larry Tee, "Licky"
- 2006: One Fingered Pocket, "Pussy (Greenskeepers Remix)"
- 2006: DJ Yoda, "Let's Get Old" (The Amazing Adventures of DJ Yoda)
- 2006: Agoria, "Lips On Fire" (The Green Armchair)
- 2006: Fetisch, "Dayglo"
- 2007: The Glimmers, "Wanna Make Out"
- 2007: Shinichi Osawa, "Detonator" (The One)
- 2009: Sharam Jey & LouLou Players, "Monday Morning"
- 2009: Grandmaster Flash, "Those Chix" (The Bridge (Concept Of A Culture))
- 2009: Alexander Technique, "Rock U"
- 2011: George Monev, "Blowdryer"
- 2011: Zoo Brazil, "Do You Wanna Funk"
- 2015: Arling & Cameron, "Reanimated" and "80s" (Good Times)
- 2015: Margaret Cho "My Booty is Efficient"
- 2016: Amy Schumer "Amy's Girl Band"